# Two of Us
Two of Us är en låt skriven av Paul McCartney (krediterad till Lennon–McCartney). Låten spelades in av The Beatles 1969 och gavs ut 1970 på albumet Let It Be.

## Låten och inspelningen
Denna enkla låt hade arbetsnamnet ”On Our Way Home” och var en helt nyskriven låt, då gruppen ofta spelat en del gamla låtar i januari 1969. The Beatles repeterade låten under inspelningarna till Let It Be. De jobbade med den under tre dagar (24, 25, 31 januari) och Lennon och McCartney slog ibland emellan med ”Bye, Bye, Love” under tagningarna (ett tecken på att en viss musikalisk spontanitet ännu fanns där). Texten kan tolkas som en kärlekssång men kan även tänkas handla om de kontraktsproblem som skulle drabba gruppen under 1969. Låten kom med på LP:n Let It Be som utgavs i England och USA 8 respektive 18 maj 1970.